# LEGO Ninjago: L'Ombra di Ronin
LEGO Ninjago: L'Ombra di Ronin (Lego Ninjago: Shadow of Ronin) è un videogioco LEGO del 2015 di genere avventura dinamica sviluppato da Traveller's Tales e pubblicato da Warner Bros. Interactive Entertainment per Nintendo 3DS e PlayStation Vita. Si tratta del sequel del videogioco del 2014 LEGO Ninjago: Nindroids. Il gioco è stato pubblicato il 24 marzo 2015 in Nord America e il 27 seguente in Europa. Una versione per iOS e Android è stata resa disponibile il 5 novembre 2015.

## Trama
Dopo che Garmadon fu bandito nel Regno Maledetto, Kai, Zane, Cole, Jay, e Lloyd incontrano una nuova minaccia: Ronin, il quale controlla un esercito ombra. Quando Ronin ruba i poteri ai ninja tranne Lloyd, questi dovranno imparare ad acquisire di nuovo i loro poteri prima che Ronin usi le armi di Ossidiana per cambiare Ninjago per sempre.

## Modalità di gioco
I giocatori possono controllare Kai, Zane, Cole, Jay, Lloyd, ed altri nella loro ricerca per sconfiggere Ronin. È possibile eseguire il Vortice della Creazione per effettuare speciali costruzioni elementari.